# Brodiaea
Genre
Classification APG III (2009)
Brodiaea est un genre de plantes de la famille des asparagacées.

## Liste d’espèces
Selon ITIS :
- Brodiaea appendiculata Hoover
- Brodiaea californica Lindl.

- Brodiaea coronaria (Salisb.) Engl.

- Brodiaea elegans Hoover
- Brodiaea filifolia S. Wats.

- Brodiaea insignis (Jepson) Niehaus
- Brodiaea jolonensis Eastw.

- Brodiaea kinkiensis Niehaus
- Brodiaea minor (Benth.) S. Wats.

- Brodiaea orcuttii (Greene) Baker
- Brodiaea pallida Hoover
- Brodiaea purdyi Eastw.

- Brodiaea stellaris S. Wats.

- Brodiaea terrestris Kellogg